# Sächsischer Bauernaufstand von 1790

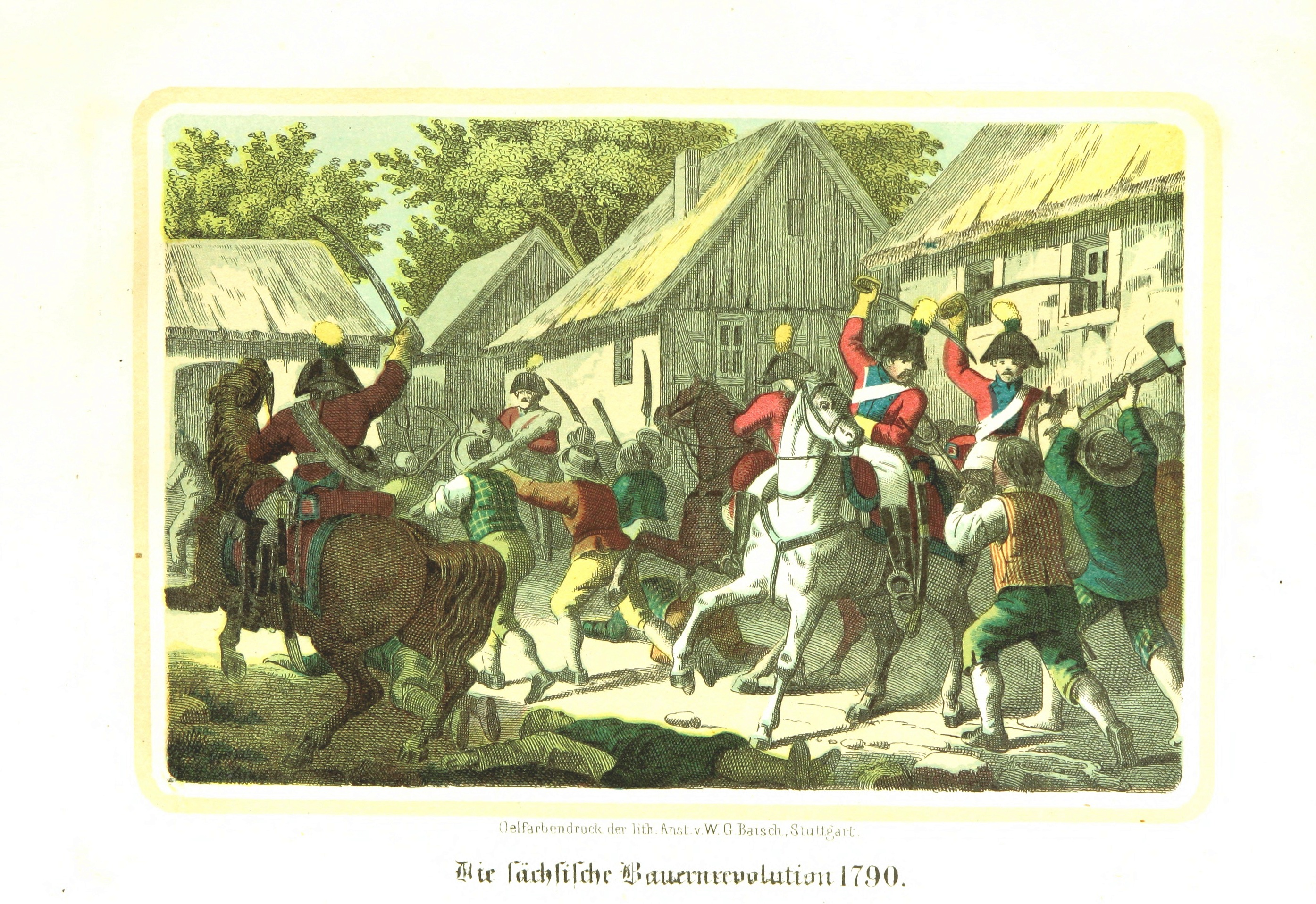
„Die sächsische Bauernrevolution 1790“ (Lithographische Anstalt von Wilhelm Gottlieb Baisch, 1853)

Der Sächsische Bauernaufstand (auch kursächsischer Bauernaufstand) von 1790 war ein militärischer Konflikt zwischen dem Adel und den Bauern. Brennpunkte des Aufstandes waren weite Gebiete um Dresden, Leipzig und Zwickau.

## Verlauf des Aufstands
Die durch die fürstlichen Hegungen entstandene Wildplage führte zunächst in Wehlen zu Unruhen, die sich schnell auf andere Ämter ausdehnte. Jedoch konnten diese Aufstände Anfang Juli von der sächsischen Regierung unter Kontrolle gebracht werden. Der vorangegangene strenge Winter 1789/1790 und das Dürrejahr 1790 verschärften jedoch das Konfliktpotential. So erhoben sich im Sommer 1790, ausgehend von Wechselburg, mehr und mehr Bauern gegen den kursächsischen Staat. Einer der bekanntesten Wortführer der Bauern war Christian Benjamin Geißler, auch Rebell von Liebstadt genannt. Mitte August hatten die Bauern fünfzehn Patrimonialgerichtsbezirke, die etwa 5000 Quadratkilometer umfassten, unter ihre Gewalt gebracht. Betroffen von Aufständen waren nun Gebiete um Stolpen, Dresden, Radeberg, Dippoldiswalde, den beiden Lausitzen und Torgau. Die Aufstände erfolgten unorganisiert und spontan. So wurden im Raum Königstein und in der Oberlausitz Dienste verweigert. Es kam zu Schlosserstürmungen und zur Entwaffnung sächsischer Militäreinheiten durch Bauern. Am 23. August erzwangen in Meißen etwa 2000 mit Dreschflegeln, Knütteln und Äxten bewaffnete Bauern die Freilassung von gefangengesetzten Aufständischen. Die Hauptforderungen der Bauern waren die Abschaffung der Jagdprivilegien, Abschaffung der Frondienste, das Verbot der Umwandlung der Naturalabgaben in Geldzins durch die Herren oder kursächsischen Ämter. Zunächst gelang es den Bauern, die Feudalherren zu Verzichtserklärungen auf alle Dienste, Fronen und Zinsen zu bringen. Manche Feudalherren wurden von ihren Bauern vertrieben. Ein massiver Militäreinsatz warf im September 1790 den Aufstand endgültig nieder. Von den bis zu 200 verhafteten Personen kamen 34 in Haft auf die Festung Königstein und wurden Ende Oktober 1791 entlassen.:S. 80